# Бобриньов Олександр Васильович
Бобриньов Олександр Васильович (нар. 18 серпня 1951 року, с. Червоні Липки) — український політик, юрист. Народний депутат України II скликання (11 травня 1994 — 12 травня 1998) від Комуністичної Партії України.

## Життєпис
Народився 18 серпня 1951 року в селі Червоні Липки Фролівського району Волгоградської області.
Закінчив Київське вище військово-морське політичне училище в 1976 році і Військово-політична академія імені В. І. Леніна в 1985 році.
У 1970 році закінчив Камишинський технікум механізації сільського господарства.
З 1970 року працював інженером-механіком зрошувального обладнання в колгоспі «Меліоратор».
З листопада 1970 року служив на Північному флоті, був заступником командира корабля по політичній частині, старшим інструктором політвідділу Тихоокеанського флоту.
Після закінчення в Військової-політичної академії імені В. І. Леніна в 1985 році, потім був заступником командира БПК «Керч» по політичній частині, заступником начальника політвідділу бригади кораблів в Миколаєві, інспектором організаційного відділу політичного управління Чорноморського флоту.
З 1990 по 1992 рік проходив службу на Новій Землі, в 1992 році відправлений у запас.
З серпня 1993 року працював в Балаклавській податкової інспекції міста Севастополя.

## Політична діяльність
На парламентських виборах 1994 року був обраний народним депутатом Верховної ради України II скликання від Зміївського виборчого округу № 43 м Севастополя.
У парламенті був членом Комітету з питань оборони і державної безпеки та членом Комітету з питань фінансів і банківської діяльності, входив до фракції КПУ.

## Нагороди
Нагороджений медаллю «За бойові заслуги» (1979).

## Сім'я
Одружений, дружина Тетяна Михайлівна — вчитель початкових класів, дочки Ірина (1974) і Ольга (1978).